# عكبر جزري
عكبر جزري (الاسم العلمي: Microtus abbreviatus) (بالإنجليزية: Insular Vole)‏ هو نوع من الحيوانات يتبع جنس العكبر من الفصيلة القدادية.